# カダルカ

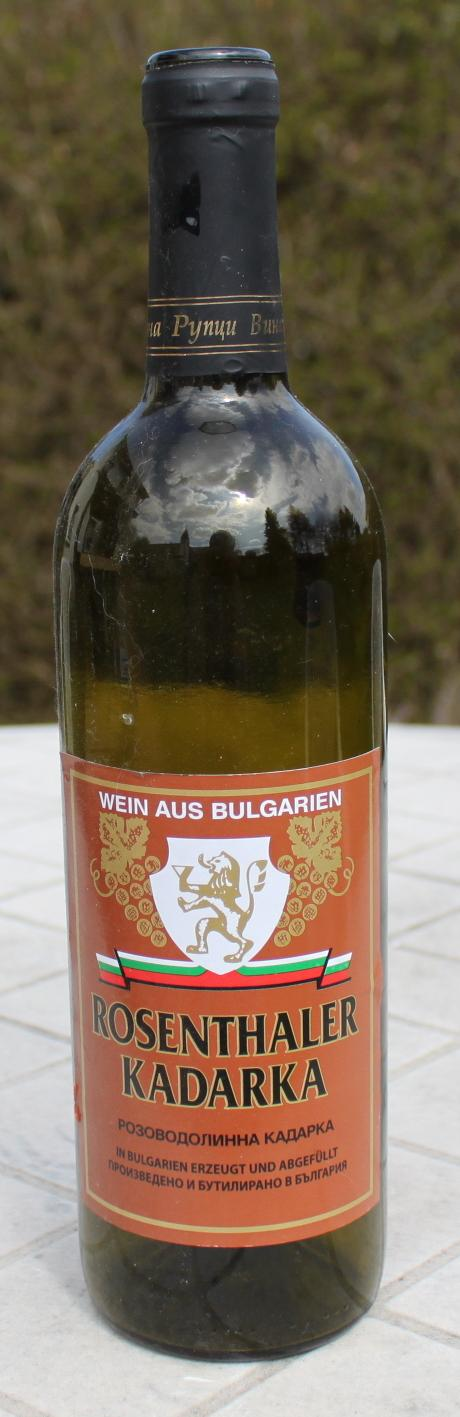
ブルガリアワイン"ローゼンターラー・カダルカ"の瓶

カダルカまたはガムザは赤ワイン用の暗色の皮をもつブドウ品種。長い歴史を持ち、ハンガリー、ルーマニアおよび"Гъмза" ガムザとして知られるブルガリアで有名である。かつてはハンガリーのキュヴェの赤ワインであるエグリ・ピカヴェール(エゲルの牡牛の血の意)の重要な構成要素であったが、ハンガリーの葡萄園では衰退し、ブラウフレンキッシュとブラウアー・ポルトギーザーに置き換えられてきた。それ以外のほとんどの東ヨーロッパ諸国で栽培されており、"カダルカ"あるいは"スカダルスカ"として知られている。
カダルカはしばしばハンガリーが起源と言われている。別の仮説では、アルバニアとモンテネグロ国境にかかる位置に存在するシュコダル湖に由来すると考えられているシュコダルスコ種が関係していると考えられている。
最近の研究では、カダルカの交配親のどちらか一方はトルコのクルクラーレリ栽培地域のストランジャ山地に生育するトルコのワイン用品種パパスカラスであると主張されている。
カダルカワインは深く容易に識別できる味、深いアロマ、暗いあるいはやや暗い液色によって特徴付けられる。カダルカはエグリ・ピカヴェールのようなキュヴェのワインでしばしば使用され、テーブルワインにもまた使用されている。最も良質なカダルカはハンガリーのワイン生産地域であるセクサールドとヴィラーニーで栽培されたものである。
ブルガリアでは、ガムザはほとんどが北西および北部生産地域であるドナウ平原で栽培されている。数十年前までは、これらのブルガリアのブドウ生産地域ではガムザが主要な栽培品種であった。ガムザの主な特徴は小さくほぼ球形の実からなる大きいながらコンパクトな房であり、濃い青色から黒色の色調である。

## 別名
"カダルカ"は"ガムザ"を始めとして、以下に示す様々な別名表記が存在する。
Backator-Szőlő, Black Kadarka, Blaue Kadarka, Blaue Ungarische, Bleu de Hongrie, Blue Kadarka, Branicevka, Budai Fekete, Cadarca, Cadarca de Minis, Cadarca Neagra, Cadarka, Cedireska, Cerna Ghija, Cerna Giza, Cerna Meco, Cerna Skadarka, Cetereska, Cherna Gizha, Chernina, Chetereshka, Csoka Szőlő, Domanli, Edle Ungartraube, Edler Schwarzblauer Tokayer, Feket Budai, Fekete Czigány, Fekete Zinka, Fűszeres Kadarka, Gamza, Gemza, Gimza, Gmza, Gymza, Jenei Feket, Jenei Fekete, Kadar, Kadarka, Kadarka Blaue, Kadarka Ble, Kadarka Bleu, Kadarka Chernaya, Kadarka Crna, Kadarka Fekete, Kadarka Fűszeres, Kadarka Keck, Kadarka Modra, Kadarka Nemes, Kadarka Nera, Kadarka Noir, Kadarka Rubinrot, Kadarka Schwarz, Kadarka Sinyaya, Kadarkas, Kadarska, Kallmet, Kara Shiralak, Kék Budai, Kékkardarka, Kereszetes Levelű, Keresztes Levelű, Ksoka Szőlő, Ksoko Szőlő, Lúdtalpú, Lugojana, Meco Cerna, Mekis, Mekish, Modra Kadarka, Mor Kadarka, Mórkadarka, Mosler Schwarz, Nazlin Gomza, Nazlun Gamza, Nemes Kadarka, Noble Bleu, Noir de Scutari, Noir de la Moselle, Raisin Noir de Scutari, Raisin Turc, Schwarzer Cadarca. Schwarzer Mosler, Schwarzer Skutariner, Scutariner, Sirena, Siva Gamza, Skadarka, Skadarska, Skakar, Tanka Gamza, Török Szőlő, Törökbúza Szőlő, Törökszőlő, Tokaynero di Scutari, Ungarische Edeltraube, Vodishka Loza, Vodnishka, Vrachansko Cherno, Zelena Gamza, Zherni Shipon.